# Jean-Baptiste Mardelle
Jean-Baptiste Alexandre Mardelle (Versailles, 1er février 1785 - Paris, 1er septembre 1839) est un auteur dramatique et romancier français.

## Biographie
Sous-officier, il quitte l'armée en 1815 pour se consacrer entièrement à la littérature. Ses pièces ont été représentées au Théâtre du Vaudeville et au Théâtre de l'Ambigu-Comique.

## Œuvres
- Arlequin journaliste, comédie en un acte, en prose, mêlée de vaudevilles, avec René de Chazet et Emmanuel Dupaty, 1798
- Baudoin, comte de Provence ou le Retour des croisades, mélodrame en trois actes, 1807
- Frédéric, duc de Nevers, mélodrame en trois actes, avec E. F. Varez, 1810
- Les Princes norwégiens, ou le Fratricide supposé, 1818
- Les Ruines de Rothembourg, 1819
- L'Aveugle de Valence, ou L'ermitage de Roquebrune, 5 vols., 1822
- La Chute d'un grand homme, 3 vols., 1829
- Gustave Wasa, ou la Suède au seizième siècle, 5 vols., 1830
- La Petite Maison d'Auteuil, 1836
- La Croix de pierre, 1836